# Federico Kettler
Federico Kettler (en letón: Frīdrihs Ketlers; 25 de noviembre de 1569, Mitau (actual Jelgava) - 17 de agosto de 1642) fue Duque de Curlandia y Semigalia entre 1587 y 1642.
Fue el hijo de Gotthard Kettler, el primer Duque de Curlandia y de su esposa Ana de Mecklemburg. Hasta 1616, gobernó solo la parte oriental del ducado, Semigalia, mientras que su hermano menor, Guillermo Kettler, lo hacía en Curlandia. Federico asumió el poder en todo el Ducado a partir de 1616 cuando su hermano tuvo que emigrar debido a conflictos con la nobleza.

## Biografía
Federico Kettler fue el hijo de Gotthard Kettler y su esposa, Ana de Mecklemburgo. Al ser el primero de dos hijos, Federico recibió una buena educación cuando era joven, viajando a muchos otros países europeos. Según el testamento de Gotthard Kettler, el ducado debía ser dividido entre sus dos hijos. A la muerte de su padre en 1587, Federico y su hermano menor Guillermo se fueron cogobernantes del ducado. Luego de que Guillermo alcanzara la mayoría de edad en 1596, el ducado fue dividido oficialmente en sus partes de Curlandia y Semigalia.
Durante la  guerra Polaco-Sueca de 1600-1629, los duques Federico y Guillermo lideraron a las tropas que combatieron contra los suecos, con Federico comandando 300 unidades grandes de caballería en la Batalla de Salaspils. Durante la guerra, la aristocracia curlandesa incrementó su resistencia a los gobernantes Kettler.
En 1617, la Asamblea Regional de Curlandia (Landtag) se reunió en el Castillo de Skrunda y decidió que se le debía quitar el título al Duque Guillermo y expulsarlo del ducado. Al año siguiente Federico fue elegido como el único duque de Curlandia y aprobó una nueva constitución, Formula Regiminis, la cual otorgaba más derechos a la aristocracia. Entre los nuevos parámetros fijados por esta constitución estaba que el duque no podía implementar decisiones sin el consentimiento previo del consejo del ducado, convirtiendo de esta manera a Curlandia en una monarquía constitucional.
En 1622, la residencia del duque en Jelgava fue sitiada por el ejército sueco, obligando a Federico a mudarse a Kuldiga.

### Familia
Federico Kettler se casó con Isabel Magdalena de Pomerania en 1600. No tuvieron hijos, así que en 1625 propuso que el hijo de Guillermo, Jacobo Kettler, fuera reconocido como su sucesor. El consejo del ducado aceptó y Jacobo fue nombrado cogobernante en 1638.
| Predecesor: Gotthard Kettler | Duque de Curlandia y Semigalia Con Guillermo Kettler 1587-1617 1587-1642 | Sucesor: Jacobo Kettler |

- Datos: Q31785
- Multimedia: Friedrich Kettler / Q31785